# Luperina unca
Luperina unca är en fjärilsart som beskrevs av Adrian Hardy Haworth 1809. Luperina unca ingår i släktet Luperina och familjen nattflyn. Inga underarter finns listade i Catalogue of Life.